# Enoch Zobel
Enoch Zobel (* 1653 in Schneeberg (Erzgebirge); † 29. März 1697 in Annaberg) war ein deutscher evangelischer Theologe und Hochschullehrer, der die lutherische Orthodoxie vertrat.

## Leben und Werk
Er stammte aus einer Hammerherrenfamilie des sächsischen Erzgebirges. Ab 1672 war Enoch Zobel Student und philosophischer Dozent an der Universität Leipzig. 1679 wurde er Diakon und 1685 Archidiakon an der Annenkirche in der Bergstadt Annaberg, wo er mit 44 Jahren starb. Die von Christian Lehmann de, Jüngeren gehaltene Leichenpredigt kam 1697 unter dem Titel „Ehren-Gedächtniß des Annabergischen Enochs“ zum Druck. Zobel hatte neun Jahre zuvor die Leichenpredigt auf dessen gleichnamigen Vater gehalten.
Der Bildschnitzer Johann Heinrich Böhme der Ältere (1636–1680) war sein Schwager, Johann Heinrich Böhme der Jüngere (1663–um 1694) sein Neffe.

## Schriften (Auswahl)
- Trifolium Festivale, exhibens Orationes Panegyricas Tribus Anni Festis palmariis sacras, Quarum I. De Rore Natalitio ... II. De miraculi Resurrectionis Dominicae ... III De Oleo Pentecostali [...] Leipzig 1678.
- Die fünffache letzte und beste Glückseligkeit. Annaberg, D. Nicolai 1689.
- Die wahre Vollkommenheit Eines zeitlich sterbenden frommen Studiosi Theologiae: Welche Aus denen Worten des Buchs der Weißh. am 4.v.13.14: Er ist bald vollkommen worden ... Bey Christlicher Sepultur Des ... Christian Salomon Zeidlers/ Der Philos. und H. Theologiae rühmlich Befliessenen/ Als derselbe am 21. Martii ... auff seiner kränklichen Heimreise von Wittenberg ... seinen Geist selig auffgegeben hatte/ hernach aber aus derselben in Hermanns-Dorff am 29. Eiusdem, Dom. Laetare ... zum Grabe getragen wurde / In einer ... Leichen-Predigt erklärete M. Enoch Zobel/ Schneebergensis, Diac. Eccles. S. Annaeberg. o. J.
- Historische und Theologische Vorstellung des Ebentheüerlichen Gespenstes/ Welches In einem Hause zu S. Annaberg/ 2. Monat lang im neüligst- 1691sten Jahr/ viel Schrecken/ Furcht und wunderseltsame Schauspiele angerichtet: Nebenst viel nützlichen Anmerckungen und Erinnerungen [...]. Leipzig 1692.
- Declaratio Apologetica, Das ist: Schutz-schriftliche und fernere Erklärung/ Uber die St. Annabergische Gespensts-Historie : Wider Herrn Balthasar Bekkers ... Heraus-gegebenes Buch/ genannt Die bezauberte Welt. Leipzig 1695.